# Principat de Stavelot-Malmedy
El principat de Stavelot-Malmedy (en alemany: Stablo-Malmedy) era un principat del Sacre Imperi Romanogermànic, del qual el príncep era l'abat de la doble Abadia de Stavelot-Malmedy des de l'any 651 fin als 1795.

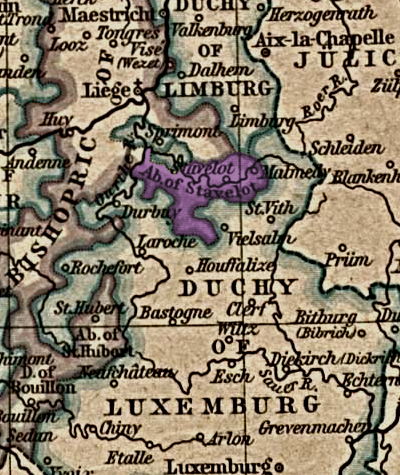
Mapa del principat

El territori s'estenia a la vall de l'Amel i de l'Ourthe, entre el Principat de Lieja, els ducats Limburg i de Luxemburg. Comprenia una quarantena de pobles d'Hamoir a Waimes, uns enclavaments a Ocquier, Bende, Hody, Louveigné-Fraipont, Sclessin i Ougrée.
El principat-abat era el sobirà tot i tenir un consell compost de religiosos, de nobles, de militars, de burgmestres i d'escabins que podia votar l'impost. Les tres subdivisions tenien cadascuna el seu tribunal. Hi havia una possibilitat d'apel·lar al consell o en darrera instància a la Cambra de la cort imperial.
El 1795 els revolucionàries francesos van ocupar el territori, abolir l'organització administrativa de l'antic règim i incloure l'antic principat al departament de l'Ourte. El 1815, després del Tractat de París el Regne Unit dels Països Baixos i Prússia van compartir entre ells l'antic estat. El riu Eau Rouge va esdevenir frontera d'estat i així separar Malmedy de Stavelot, després de més de mil anys de sort comú.
El 1919, després del tractat de Versalles les parts prussianes de l'antic principat van ser concedides a Bèlgica i integrades a la província de Lieja

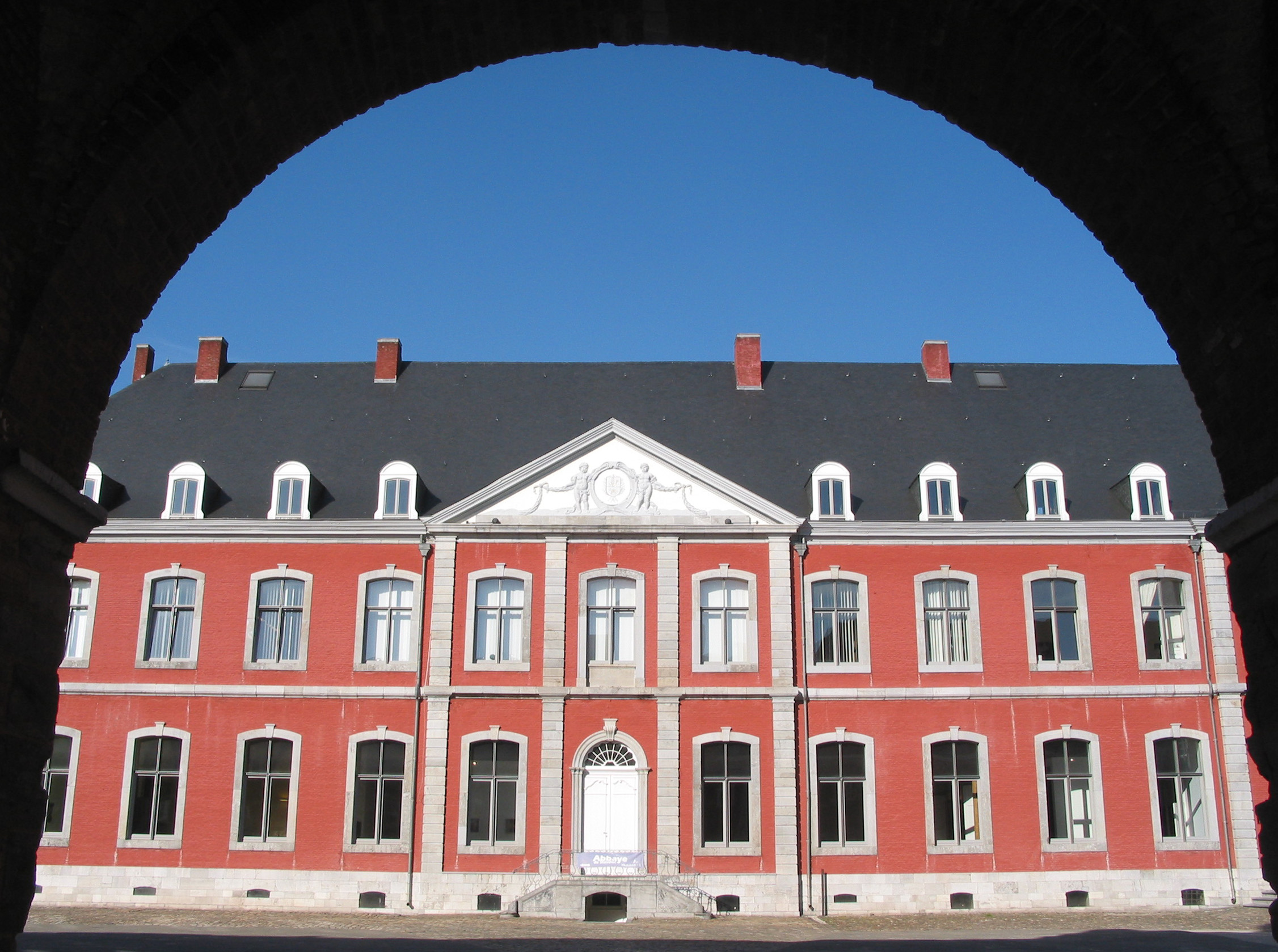
L'abadia de Stavelot

## Subdivisió administrativa
El principat va sudividir-se en tres divisions administratives
- la postellerie de Malmedy (amb Waimes i Francorchamps)
- la postellerie de Stavelot i 17 pobles
- el Comtat de Logne i 19 pobles

## Subdivisió eclesiàstica
- Stavelot pertanyia al bisbat de Lieja
- Malmedy pertanyia a l'arquebisbat de Colònia.